# スタディオ・エツィオ・シーダ
スタディオ・エツィオ・シーダ（Stadio Ezio Scida）は、イタリア・カラブリア州クロトーネにあるサッカースタジアム。FCクロトーネとアメリカンフットボールチームのアケイ・クロトーネがホームスタジアムとしている。収容人数は16,547人。スタジアムの名前は1946年1月19日に亡くなったクロトーネの選手だったエツィオ・シーダから名付けられている。

## 概要
長年、5000人に満たない収容人数だったが、1999年から2000年にかけての拡張で現在の収容人数にまで増えている。